# Petición de la rama de olivo
La Petición de la rama de olivo (en inglés Olive branch petition) fue el nombre dado a la nota escrita que el Segundo Congreso Continental de Filadelfia envió en mayo del 1775 en nombre de las Trece Colonias de América del Norte al gobierno británico. En ella las élites políticas de las Trece Colonias declaraban su descontento con varias medidas gubernamentales británicas -especialmente nuevos tributos fijados desde Londres y el acuartelamiento forzoso de tropas de la metrópoli- pero aseguraban su lealtad a Jorge III como monarca y también expresaban deseos de pronta reconciliación entre las Trece Colonias y el gobierno de Gran Bretaña. 

## Características
La nota fue inspirada por John Dickinson, delegado de Pensilvania al Congreso Continental y fue firmada por casi todos los representantes de las Trece Colonias que un año después firmarían la Declaración de la Independencia. El Congreso Continental envió esta petición cuando estaba claro que las Trece Colonias de América del Norte no podían declarar su fidelidad al monarca británico y al mismo tiempo negarse a obedecer sus leyes que les imponían nuevos tributos, les vetaban el libre comercio, les forzaban a recibir tropas de la metrópoli, y otras medidas similares que las colonias bautizaron como las "Leyes intolerables". 
Además entre los representantes de las colonias la idea dominante era que se estaba luchando solamente contra un fuerte sector del Parlamento británico de extrema tendencia conservadora que se oponía a respetar las antiguas libertades que las Trece Colonias disfrutaban casi desde su creación. En el Congreso Continental aun se pensaba que la política británica cambiaría -y se resolverían los conflictos- si se convencía directamente al rey Jorge III para que apoyase a un sector de los whigs (liberales británicos) quienes no sólo defenderían los intereses de las Trece Colonias sino que afirmaban que tales colonias tenían derecho a enviar representantes al Parlamento de Londres. 
No obstante, un grupo minoritario conocido como los radicales, liderados por el delegado John Adams, se oponía a tal petición razonando que el propósito del gobierno británico era la aceptación sin condiciones de las "Leyes intolerables", juzgando ya en julio de 1775 como inútil remitir la Petición, mientras aconsejaba a los demás miembros del Congreso a que las Trece Colonias deberían formar un ejército y marina propios, como primer paso hacia la independencia.
Se esperaba que tras las Batallas de Lexington y Concord del 19 de abril de 1775 y sobre todo tras la Batalla de Bunker Hill del 17 junio del mismo año, el gobierno británico tendría más interés en negociar con las Trece Colonias si estas reafirmaban que no deseaban romper su vínculo político con Gran Bretaña sino apenas una negociación respecto de las "Leyes Intolerables", por lo cual la Petición fue redactada y firmada por los delegados del Congreso el 8 de julio de 1775. 

## Consecuencias
Los deseos del Congreso Continental no se cumplieron porque la "Petición" se había dirigido al Rey en el Parlamento y no al Rey en el Trono, indicando que el monarca se sujetaría a lo establecido por el Parlamento y no obraría según su arbitrio. Ello fue rechazado en la Corte británica al considerar la "Petición" como insultante si se pedía al rey analizar tal "Petición" junto con el Parlamento.
Además, ya el 23 de agosto, el rey Jorge III había emitido la "Proclamación de Rebelión" declarando formalmente que las Trece Colonias se encontraban en estado de rebeldía desde el momento en que rechazaban las "Leyes intolerables"; así, cuando el 2 de septiembre llegaron a Londres los enviados de América del Norte que traían la "Petición de la rama de olivo" no fueron recibidos por la Corte británica y nunca recibieron respuesta oficial alguna, mientras que el propio Jorge III jamás quiso leer la "Petición". 
A su vez, el Parlamento británico también manifestó su hostilidad ante la Petición, juzgada como insólita y hasta agraviante, y prohibió en setiembre de 1775 todo comercio con las Trece Colonias, amenazando a éstas con una intervención militar si seguían cuestionando las leyes de la metrópoli. Conocido el rechazo británico poco después, la posición de los moderados de John Dickinson perdió popularidad rápidamente, y ganaron influencia los radicales de John Adams, postulando éstos que el rey Jorge III y su Parlamento solo aceptarían la completa sumisión de las Trece Colonias a las "Leyes intolerables" y jamás admitirían discutir futuras órdenes gubernamentales, siendo así inevitable la independencia; a esta posición adhirieron otros prominentes delegados como Benjamin Franklin, Thomas Jefferson, John Jay y John Hancock, aunque Dickinson hizo siempre notar su rechazo a una solución violenta. 
En enero del año siguiente, las posiciones del Congreso se hicieron más virulentas al difundirse el ensayo El sentido común de Thomas Paine, propugnando en un lenguaje sencillo la necesidad de que las Trece Colonias se separasen por completo de Gran Bretaña y formasen un Estado soberano, lo cual sería realidad seis meses después.